# Cratere Pontécoulant
Pontécoulant è un cratere lunare di 91,4 km situato nella parte sud-orientale della faccia visibile della Luna.